# بایو-راد
بایو-راد (انگلیسی: Bio-Rad) شرکت تجهیزات پزشکی آمریکایی است، که در سال ۱۹۵۲ تأسیس شد.